# St Louis Suns United FC
El Saint Louis Suns United es un equipo de fútbol de Seychelles que juega en el Campeonato seychelense de fútbol, el torneo de fútbol más importante del país.

## Historia
Fue fundado en el año 2007 en la capital Victoria luego de la fusión de los equipos Saint-Louis FC y Sunshine FC (fundado en 1993).
Ha sido campeón de liga en 16 ocasiones, 4 copas locales y 1 copa presidente (contando los títulos obtenidos entre Saint-Louis y Sunshine).
A nivel internacional ha participado en 11 torneos continentales, de los cuales su mejor participación fue en la Recopa Africana 2001, en la que llegó a la segunda ronda.

## Palmarés
- Campeonato seychelense de fútbol: 15

1979, 1980, 1981, 1983, 1985, 1986, 1987, 1988, 1989, 1990, 1991, 1992, 1994 (como Saint-Louis FC)
1995 (como Sunshine SC)
2017, 2023/24
- Copa de Seychelles: 4

1988, 2003 (como Saint-Louis FC)
2000 (como Sunshine SC)
2017, 2018/19
- Copa Presidente de Seychelles: 1

2003 (como Saint-Louis FC)

## Participación en competiciones de la CAF
Incluye las participaciones de Saint-Louis FC y Sunshine FC.
| Temporada | Torneo                            | Ronda      | Club                   | Casa | Visita | Global  |
| --------- | --------------------------------- | ---------- | ---------------------- | ---- | ------ | ------- |
| 1989      | Copa Africana de Clubes Campeones | Preliminar | COSFAP                 | 0-0  | 1-0    | 1-0     |
| 1989      | Copa Africana de Clubes Campeones | 1          | Fire Brigade SC        | 0-1  | 0-1    | 0-2     |
| 1990      | Copa Africana de Clubes Campeones | Preliminar | Mogadishu Municipality | 4-2  | 0-1    | 4-3     |
| 1990      | Copa Africana de Clubes Campeones | 1          | AFC Leopards           | 3-3  | 2-4    | 5-7     |
| 1991      | Copa Africana de Clubes Campeones | Preliminar | ASF Fianarantsoa       | 0-0  | 1-4    | 1-4     |
| 1992      | Copa Africana de Clubes Campeones | Preliminar | Young Africans SC      | 1-3  | 1-4    | 2-7     |
| 1996      | Copa Africana de Clubes Campeones | Preliminar | Saint-George SA        | 2-1  | 0-1    | 2-2 (a) |
| 1998      | Recopa Africana                   | Preliminar | Rwanda FC              | 0-1  | 1-6    | 1-7     |
| 2001      | Recopa Africana                   | 1          | Mogoditshane Fighters  | 2-1  | 2-3    | 4-4 (a) |
| 2001      | Recopa Africana                   | 2          | Kaizer Chiefs FC       | 0-2  | 0-3    | 0-5     |
| 2004      | Copa Confederación de la CAF      | Preliminar | Léopards de Transfoot  | 2-2  | 0-4    | 2-6     |
| 2018      | Liga de Campeones de la CAF       | Preliminar | Young Africans SC      | 1-1  | 0-1    | 1-2     |
| 2019/20   | Copa Confederación de la CAF      | Preliminar | TS Galaxy FC           | 0-1  | 0-1    | 0-2     |
| 2024/25   | Liga de Campeones de la CAF       | 1          | GD Sagrada Esperança   | 0-1  | 0-3    | 0-4     |